# Wald (Gunzenhausen)

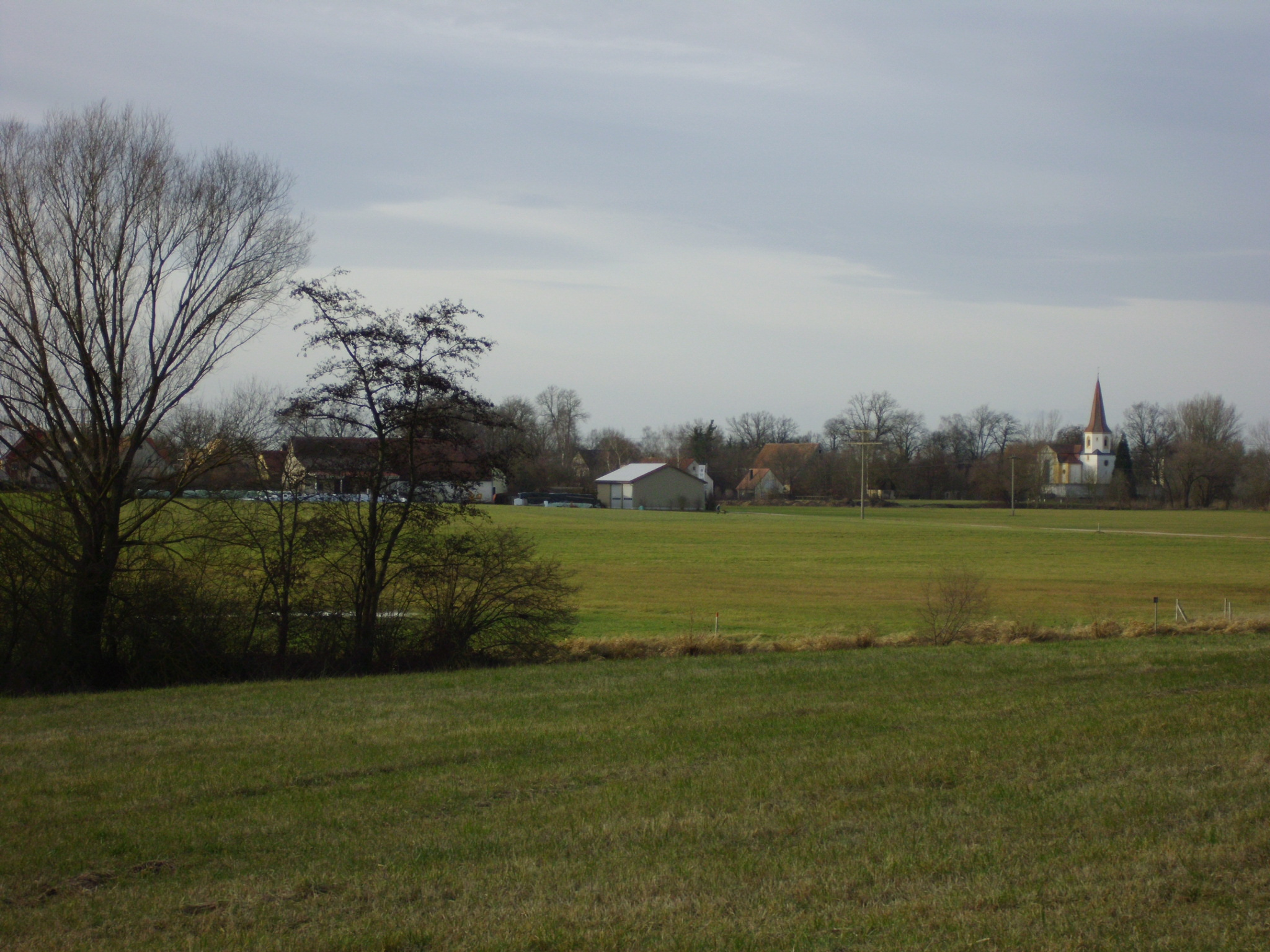
Wald, vom Altmühlsee aus gesehen

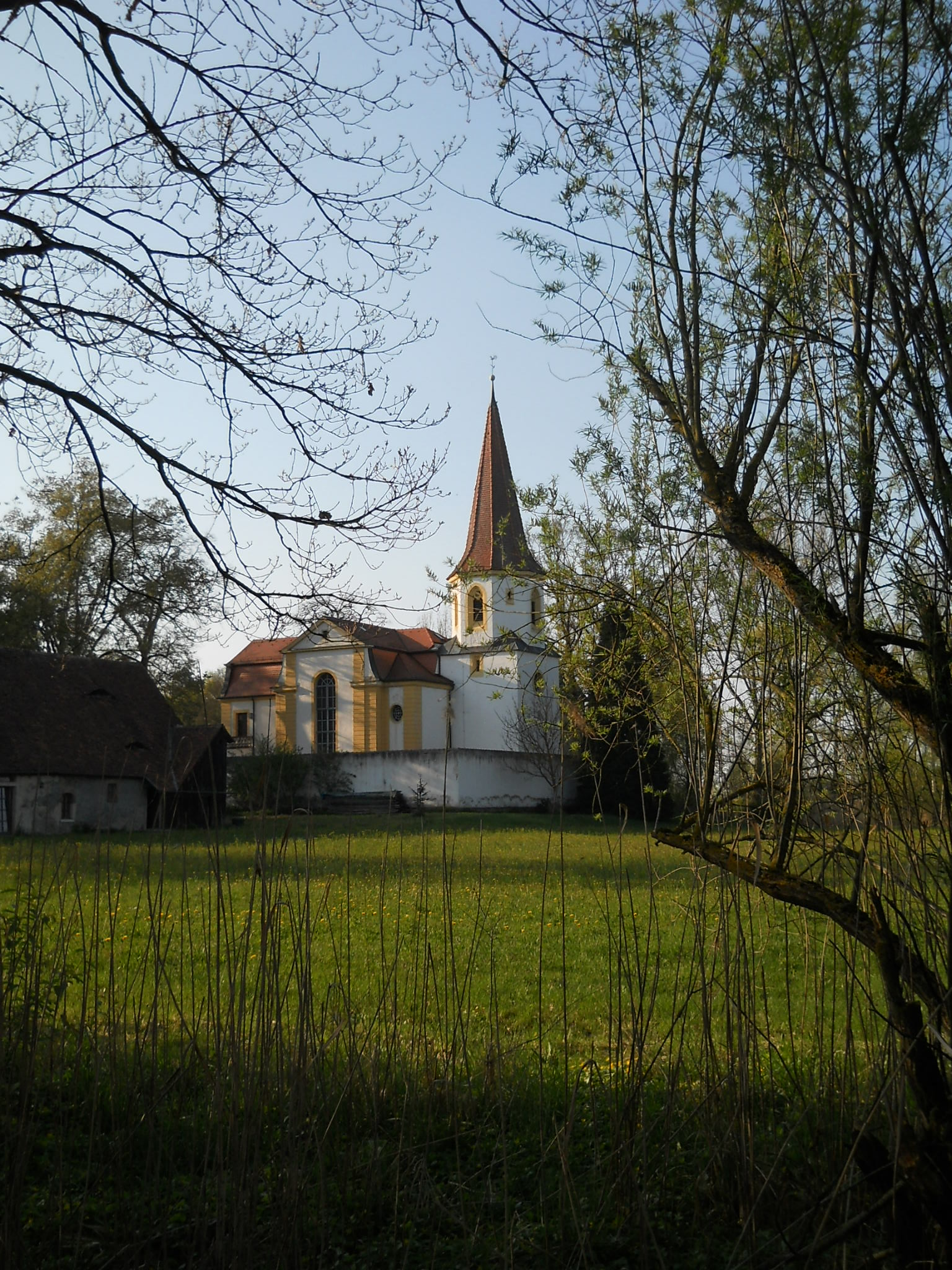
Die im Markgrafenstil erbaute Kirche St. Martin und Ägidius

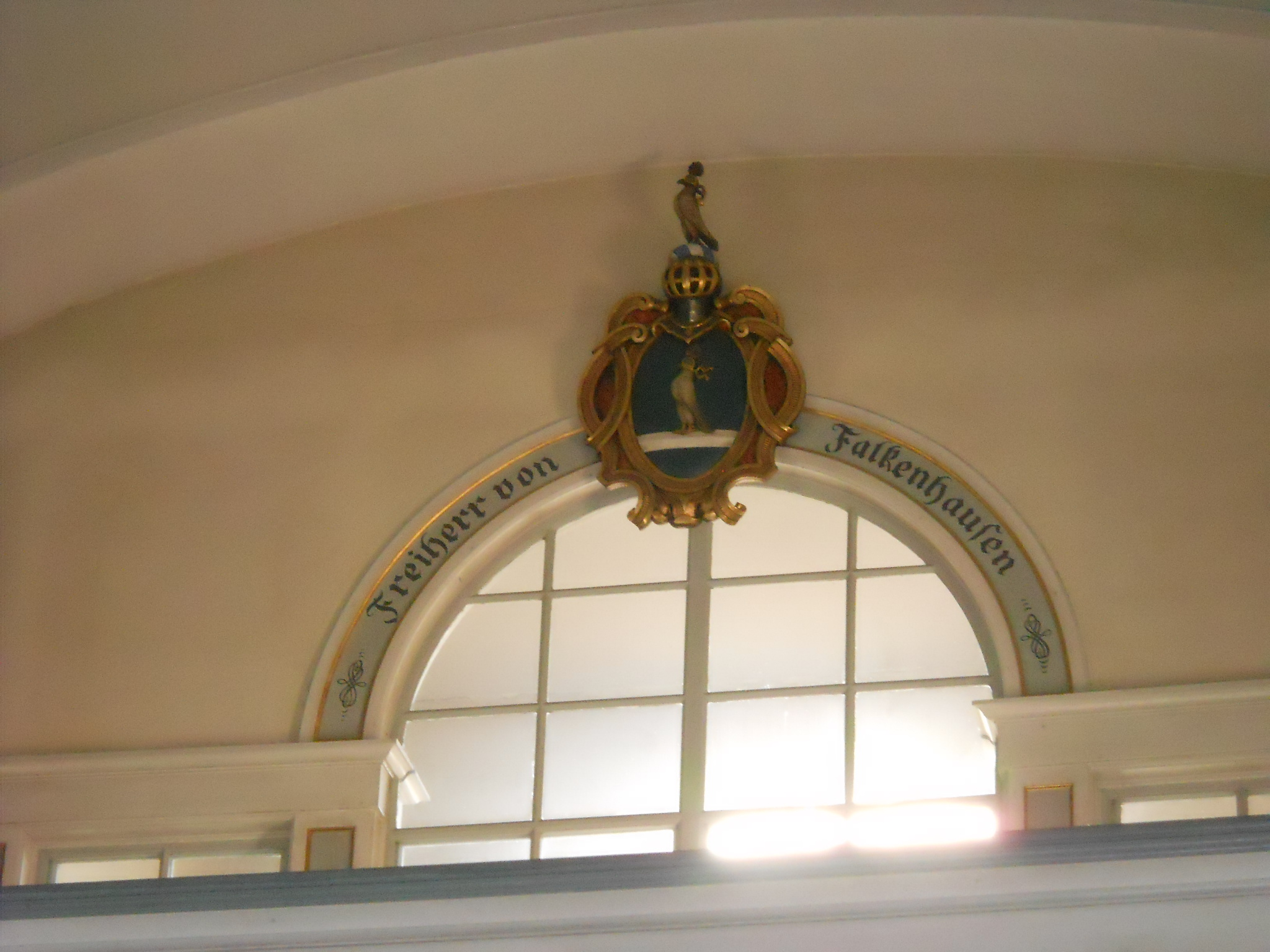
Das Wappen der Familie Falkenhausen in der Kirche

Wald ist ein Gemeindeteil der Stadt Gunzenhausen im Landkreis Weißenburg-Gunzenhausen (Mittelfranken, Bayern). Die Gemarkung Wald hat eine Fläche von 9,296 km². Sie ist in 1108 Flurstücke aufgeteilt, die eine durchschnittliche Flurstücksfläche von 8389,77 m² haben. In ihr liegen neben dem namensgebenden Ort die Gemeindeteile Mooskorb, Schweina, Steinabühl und Unterhambach. Im Osten des Ortes befinden sich die evangelische Kirche St. Martin und Ägidius sowie das Schloss Falkenhausen.

## Lage
Das Pfarrdorf liegt nahe am Westufer des Altmühlsees und etwa 4,5 Kilometer nordwestlich von Gunzenhausen. Etwa einen Kilometer nördlich von Wald liegt der ebenfalls zu Gunzenhausen gehörende Ort Streudorf. Räumlich verschmolzen mit Wald sind die Orte Mooskorb und Steinabühl, unweit südlich liegt Schweina. Östlich des Ortes fließt die Walder Altmühl entlang. Bei Wald befindet sich eine Anlegestelle der MS Altmühlsee.

## Geschichte
Der Ort, wohl eine fränkische Ausbausiedlung des 8./9. Jahrhunderts, wird 1221 erstmals urkundlich erwähnt; die Zuordnung zum heutigen Wald ist allerdings unsicher. Auch bei späteren Urkunden besteht die Schwierigkeit, festzustellen, ob es sich bei der Nennung von Wald um den Ort Wald oder nur um eine kleinräumige Landschaftsbezeichnung handelt. Den Ortsnamen wird man wohl als Siedlung am Wald, in der Wildnis deuten können. Die ursprüngliche Ortsnamenform Walde wandelte sich schon im 14. Jahrhundert in die heutige Form. Es kommt auch vor, dass der Ortsname ins Lateinische übersetzt wird, so als „silva“ 1296, als ein Heinrich „de silua“ urkundet.
In der 2. Hälfte des 13. Jahrhunderts erscheint ein Ortsadel, der sicher dem Ort Wald zuordenbar ist. 1261 tritt ein niederadeliger Ortlieb von Walde als Urkundenzeuge auf. 1267 erfolgt eine weitere sichere Erwähnung des Ortes Wald im Zusammenhang mit einem Gütertausch. 1273 urkunden Ortliebus und sein Bruder Bertoldus „de Walde“. 1254 bis 1286 urkundet mehrmals ein Chunradus (I.) de Walde, Kanoniker zu Herrieden, als Notar des Bischofs von Eichstätt; „decanus“ Konrad (II.) von Walde wird 1289 bis 1323 mehrmals in bischöflichen Urkunden genannt. Der Eichstätter Bischof Konrad II. von Pfeffenhausen überlässt 1298 dem Kloster Heidenheim Einkünfte zu Walde und weiteren nahen Besitzungen. Weitere Ortsadelige waren Walter von Walde (Bruder Konrads II., ebenfalls ein Geistlicher), Friedrich (I.) Amman von Walde (1304 genannt), sein Sohn Bertold von Walde und Friedrich (II.) von Walde (1336 genannt). 1364 ist ein Nikolaus Walder zu Wald erwähnt; noch in der 2. Hälfte des 14. Jahrhunderts zogen die niederadeligen Walder zu Wald allerdings nach Gunzenhausen.
1355 ist eine Burg (eine Wasserburg) erwähnt, die bis zu diesem Zeitpunkt im Besitz eines Erkinger Truchseß von Wahrberg als Lehen des Bischofs von Würzburg war; erbaut wurde sie wohl in der 2. Hälfte des 12. Jahrhunderts von den Edelherren von Gnotzheim-Spielberg. Aus einer Urkunde, die zwei Jahre später ausgestellt wurde, erfährt man, dass St. Michael zu Wald, wohl eine von den Herren von Spielberg neben der Wasserburg erbaute Kapelle, bis dahin Filiale der Pfarrei Gnotzheim war. Wohl ab 1330 besaßen außer den Waldern auch die Familie Gailing/Geiling Anteil an der Burg Wald; 1375 verlieh Kaiser Karl IV. einen Teil der „zerbrochenen“ Veste Wald, der dem Ekkelein Geyling (als Raubritter Eppelein von Geilingen in die Geschichte eingegangen) abgenommen war, an die Burggrafen (und späteren Markgrafen von Brandenburg-Ansbach) zu Nürnberg. Einen weiteren Teil des Burgstalls kaufte Burggraf Friedrich V. im gleichen Jahr von Konrad Fuchs von Suntheim, der in die Familie Geiling eingeheiratet hatte. Die Burggrafen übergaben 1385 ihre zwei Teile der Veste mit Zubehör als Lehen an Konrad von Lentersheim d Ä. zu Neuenmuhr. Ein Jahr später gab Apel von Crailsheim seinen Burganteil an die Burggrafen ab und erhielt ihn als Lehen zurück; wann die Familie von Crailsheim in diesen Besitz gekommen war, ist unbekannt.
Ende des 14. Jahrhunderts ist ein Müller von Wald erwähnt, der Feldstücke vom Kloster Ellwangen zu Lehen hat.
Im 15. Jahrhundert taucht Wald/Walld/Vald öfters in Urkunden auf. Da sich die Veste dem Herzog Ludwig von Bayern d. J. widersetzte, übertrug er seinen Anteil an der Veste 1419 Heinrich Preller, dem Vogt zu Graisbach. 1459 gibt Markgraf Albrecht von Brandenburg einem Hans Motschidler das Schloss mit allem Zubehör zu „Leibgeding“, d. h. auf Lebenszeit. 1518 übergeben die Brandenburgischen Markgrafen Kasimir und Jörg ihr Schloss Wald mit allem Zubehör Kaiser Maximilian I.; Veit von Lentersheim, der hier sitzt, verzichtet 1522 gegenüber Kaiser und Markgrafentum auf das Schloss und das Dorf zugunsten der Markgrafen. Bald darauf (1527) wurde das Dorf evangelisch. 1531 verschreibt Markgraf Georg das Gut „Waldt“ dem Herrmann Hanns Ochsenbach als Lehen. Die übliche Zersplittertheit des Besitzes wird 1532 deutlich: Es wird berichtet, dass die Halsgerichtsbarkeit bei der Stadt Gunzenhausen liegt, zum brandenburgischen Amt Wald das Schloss, 10 Güter, die Schenkstatt, die Mühle und die Badstube gehören und auch Kastenamt Gunzenhausen in Wald Besitz hat; das Pfarrlehen hatten die Grafen von Oettingen inne und der große Zehent von Wald, Steinabühl, Moßkorb (Mosskorb) und Schweina stand teils den Pfarrern zu Gnotzheim und zu Wald, teils dem Kastenamt Arberg und teils dem Spital und den Mesnern zu Gunzenhausen zu. 1608 wird das Dorf „Waldt“ aus vier „Flecken“ bestehend beschrieben, nämlich aus Wald selber und aus den Weilern Schweina, Moßkorb und Steinenpühl. Zwei Jahre später verleiht Markgraf Joachim Ernst „Ämptlein und Schlößlein Waldt“ mit allem Zubehör (Fischwasser, Mühle, Badstube) an Wolf Christoph von Lentersheim; die Lentersheimer waren schon einmal im 14. Jahrhundert Besitzer von Gütern um den Ort Wald. Ab 1624 war Ludwig von Zocha brandenburgischer Lehensempfänger von Schloss Waldt mit Zubehör zunächst auf Leibgeding-Basis, 1626 als vererbbares Rittermannlehen; in diesem Zusammenhang ist auch ein Schulhaus erwähnt. Im Dreißigjährigen Krieg wurden von den 69 Häusern in Wald die meisten zerstört. Auch die Kirche wurde in Mitleidenschaft gezogen und 1724 neu erbaut.
1732 besteht die vierfleckige Gemeinde Wald im Oberamt Gunzenhausen aus dem Schloss, 1 Pfarrhaus, 1 Schulhaus, 2 Hirtenhäuser, 18 Untertanen des von Zocha (u. a. Mühle, Wirtshaus, Schmiede, Bäckerei) sowie 2 Untertanen des Kastenamtes Gunzenhausen; von Zocha hatte auch die Gemeindeherrschaft, die Vogtei und den Kirchweihschutz inne. Der Zehent ging größtenteils nach Spielberg. Als die von Zocha aussterben, belehnten 1749 die brandenburgischen Markgrafen die Familie von Falkenhausen mit dem Gut Wald; die Freiherrenfamilie ist noch heute im Besitz des Schlosses.
1792 wurde Wald mit dem Fürstentum Brandenburg-Ansbach preußisch. 14 Jahre später, am 1. Januar 1806, wurde Wald mit dem nunmehr ehemaligen Fürstentum Ansbach infolge des Reichsdeputationshauptschlusses bayerisch. Die Gemeinde gehörte ab 1808 zunächst als Steuerdistrikt, dann 1818 als Ruralgemeinde dem neuen Rezatkreis an. 1820 bis 1827 bzw. 1834 hatten die Falkenhauser unter dem Namen Wald-Laufenbürg ein Patrimonialgericht I. Klasse. 1896 wurde ein Raiffeisen-Darlehenskassenverein gegründet und 1937 ein Lagerhaus gebaut. Zunächst im Landgericht/Bezirksamt (ab 1939 Landkreis) Gunzenhausen gelegen, wurde die bis dahin eigenständige Gemeinde Wald im Zuge der Gebietsreform in Bayern am 1. April 1971 nach Gunzenhausen eingemeindet und kam damit am 1. Juli 1972 in den neuen Landkreis Weißenburg-Gunzenhausen. Seit dem Bau des Altmühlsees und seiner Flutung 1985 wandelt sich Wald vom überwiegend landwirtschaftlich geprägten Dorf zum Fremdenverkehrsort.

## Wappen (seit 29. Dezember 1958)
„Gespalten von Silber und Blau; vorn eine schwarze Tanne, hinten auf gesenktem silbernem Balken sitzend ein golden bewehrter silberner Falke mit roter Haube, goldenem Halsband und Kopfputz.“ Der Falke lehnt sich an das Familienwappen der Falkenhauser an, die Tanne versinnbildlicht den Ortsnamen.

## Persönlichkeiten
- Hermann Bezzel (1861–1917), Pfarrer, Rektor der Diakonissenanstalt Neuendettelsau und führender Lutheraner seiner Zeit, geboren in Wald[26]